# Copa Campeones de América 1963
Die Copa Campeones de América 1963 war die vierte Auflage des wichtigsten südamerikanischen Fußballwettbewerbs für Vereinsmannschaften. 9 Mannschaften nahmen teil, darunter 7 Landesmeister des Vorjahres und aus Brasilien Titelverteidiger FC Santos sowie der Gewinner des Pokalwettbewerbs, der Taça Brasil, da dort noch keine nationale Meisterschaft ausgetragen wurde. Bolivien und Venezuela hatten keine Vertreter am Start. Das Turnier begann am 7. April und endete am 11. September 1963 mit dem Finalrückspiel. Der brasilianische Vertreter FC Santos konnte seinen Titel aus dem Vorjahr erfolgreich verteidigen gewann das Finale gegen Boca Juniors.

## Gruppenphase
Freilos:  FC Santos

### Gruppe 1
| Pl. | Verein             | Sp. | S | U | N | Tore    | Diff. | Punkte |
| --- | ------------------ | --- | - | - | - | ------- | ----- | ------ |
| 1.  | Botafogo FR        | 4   | 4 | 0 | 0 | 005:100 | +4    | 08:0   |
| 2.  | Alianza Lima       | 4   | 1 | 1 | 2 | 002:300 | −1    | 03:50  |
| 2.  | CD Los Millonarios | 4   | 0 | 1 | 3 | 000:300 | −3    | 01:70  |

| 24. April 1963     |     |                    |
| Alianza Lima       | 0:0 | CD Los Millonarios |
| 26. Mai 1963       |     |                    |
| CD Los Millonarios | 0:1 | Alianza Lima       |
| 30. Juni 1963      |     |                    |
| Alianza Lima       | 0:1 | Botafogo FR        |
| 7. Juli 1963       |     |                    |
| CD Los Millonarios | 0:2 | Botafogo FR        |
| 24. Juli 1963      |     |                    |
| Botafogo FR        | 2:1 | Alianza Lima       |
| 31. Juli 1963      |     |                    |
| Botafogo FR        | (*) | CD Los Millonarios |

* Nicht gespielt, weil Millonarios (bereits ausgeschieden) die Zahlung einer Geldbuße in Höhe von 4500 $ einer Reise nach Rio für das Spiel vorzog; Punkte an Botafogo.

### Gruppe 2
| Pl. | Verein                    | Sp. | S | U | N | Tore    | Diff. | Punkte |
| --- | ------------------------- | --- | - | - | - | ------- | ----- | ------ |
| 1.  | Peñarol Montevideo        | 2   | 2 | 0 | 0 | 014:100 | +13   | 04:0   |
| 3.  | Círculo Deportivo Everest | 2   | 0 | 0 | 2 | 001:140 | −13   | 0:40   |

| 9. Juni 1963              |     |                           |
| Círculo Deportivo Everest | 0:5 | Peñarol Montevideo        |
| 7. Juli 1963              |     |                           |
| Peñarol Montevideo        | 9:1 | Círculo Deportivo Everest |

### Gruppe 3
| Pl. | Verein                  | Sp. | S | U | N | Tore    | Diff. | Punkte |
| --- | ----------------------- | --- | - | - | - | ------- | ----- | ------ |
| 1.  | Boca Juniors            | 4   | 3 | 0 | 1 | 009:600 | +3    | 06:20  |
| 2.  | Club Olimpia            | 4   | 2 | 0 | 2 | 007:100 | −3    | 04:40  |
| 3.  | CF Universidad de Chile | 4   | 1 | 0 | 3 | 007:700 | ±0    | 02:60  |

| 7. April 1963           |     |                         |
| Club Olimpia            | 1:0 | Boca Juniors            |
| 14. April 1963          |     |                         |
| Boca Juniors            | 5:3 | Club Olimpia            |
| 26. Juni 1963           |     |                         |
| Boca Juniors            | 1:0 | CF Universidad de Chile |
| 17. Juli 1963           |     |                         |
| CF Universidad de Chile | 4:1 | Club Olimpia            |
| 24. Juli 1963           |     |                         |
| Club Olimpia            | 2:1 | CF Universidad de Chile |
| 31. Juli 1963           |     |                         |
| CF Universidad de Chile | 2:3 | Boca Juniors            |

## Halbfinale
|                    | Gesamt |              | Hinspiel | Rückspiel |
| ------------------ | ------ | ------------ | -------- | --------- |
| Peñarol Montevideo | 1:3    | Boca Juniors | 1:2      | 0:1       |
| FC Santos          | 5:1    | Botafogo FR  | 1:1      | 4:0       |

## Finale

### Hinspiel
| FC Santos                                                 | FC Santos | Boca Juniors | Boca Juniors |
| --------------------------------------------------------- | --- | --- | ------------ |
| FC Santos                                                 | \| 3. September 1963 in Rio de Janeiro, Brasilien (Maracanã) \| \| Ergebnis: 3:2 (3:1) \| \| Zuschauer: 100.000 \| \| Schiedsrichter: Marcel Albert Bois ( Frankreich) \| | \| 3. September 1963 in Rio de Janeiro, Brasilien (Maracanã) \| \| Ergebnis: 3:2 (3:1) \| \| Zuschauer: 100.000 \| \| Schiedsrichter: Marcel Albert Bois ( Frankreich) \|                                                                                              | Boca Juniors |
| FC Santos                                                 | Gilmar – Mauro Ramos, Geraldino, Dalmo – Zito, Calvet, – Dorval, Lima, Coutinho, Pelé, Pepe Cheftrainer: Lula                                                             | Néstor Errea – Rubén Alfredo Magdalena, Silvio Marzolini, Orlando Peçanha (?. Alcides Silveira) – Carmelo Simeone, Antonio Rattín – Ernesto Grillo, Angel Clemente Rojas, Norberto Menéndez, José Sanfilippo, Alberto Mario González Cheftrainer: Aristóbulo Deambrosi | Boca Juniors |
| FC Santos                                                 | 1:0 Coutinho (2.) 2:0 Coutinho (21.) 3:0 Lima (28.) | 3:1 José Sanfilippo (43.) 3:2 José Sanfilippo (89.) | Boca Juniors |
| 3. September 1963 in Rio de Janeiro, Brasilien (Maracanã) | | |              |
| Ergebnis: 3:2 (3:1)                                       | | |              |
| Zuschauer: 100.000                                        | | |              |
| Schiedsrichter: Marcel Albert Bois ( Frankreich)          | | |              |

### Rückspiel
| Boca Juniors                                                   | Boca Juniors | FC Santos | FC Santos |
| -------------------------------------------------------------- | --- | --- | --------- |
| Boca Juniors                                                   | \| 11. September 1963 in La Bombonera (Buenos Aires, Argentinien) \| \| Ergebnis: 1:2 (0:0) \| \| Zuschauer: 50.000 \| \| Schiedsrichter: Marcel Albert Bois ( Frankreich) \|                                                                    | \| 11. September 1963 in La Bombonera (Buenos Aires, Argentinien) \| \| Ergebnis: 1:2 (0:0) \| \| Zuschauer: 50.000 \| \| Schiedsrichter: Marcel Albert Bois ( Frankreich) \| | FC Santos |
| Boca Juniors                                                   | Néstor Errea – Rubén Alfredo Magdalena, Orlando Peçanha, Carmelo Simeone – Alcides Silveira, Antonio Rattín – Ernesto Grillo, Angel Clemente Rojas, Norberto Menéndez, José Sanfilippo, Alberto Mario González Cheftrainer: Aristóbulo Deambrosi | Gilmar – Mauro Ramos, Calvet, Dalmo – Zito, Geraldino – Dorval, Lima, Coutinho, Pelé, Pepe Cheftrainer: Lula                                                                  | FC Santos |
| Boca Juniors                                                   | 1:0 José Sanfilippo (46.) | 1:1 Coutinho (50.) 1:2 Pelé (82.) | FC Santos |
| 11. September 1963 in La Bombonera (Buenos Aires, Argentinien) | | |           |
| Ergebnis: 1:2 (0:0)                                            | | |           |
| Zuschauer: 50.000                                              | | |           |
| Schiedsrichter: Marcel Albert Bois ( Frankreich)               | | |           |